# Cairo American College
 (février 2013).
Si vous disposez d'ouvrages ou d'articles de référence ou si vous connaissez des sites web de qualité traitant du thème abordé ici, merci de compléter l'article en donnant les références utiles à sa vérifiabilité et en les liant à la section « Notes et références ».
Pour les articles homonymes, voir CAC.
Le Cairo American College ou CAC est un établissement américain privé d'enseignement primaire et secondaire fondé en 1945. Il se situe dans le quartier cairote de Maadi et compte environ 1 200 élèves de 3 à 18 ans.
La cérémonie de remise des diplômes a lieu tous les ans devant les pyramides de Gizeh, ce qui est une spécificité appréciée de cet établissement.